# Miodrag Pávlovitch
Miodrag Pávlovitch, em alfabeto cirílico Миодраг Павловић (Novi Sad, 28 de novembro de 1928 – Tuttlingen, 17 de agosto de 2014), é um poeta, comumente considerado um dos maiores poetas sérvios do pós-guerra. Estudou em Belgrado, formando-se em medicina, onde posteriormente foi diretor de um teatro e editor de uma revista.
Um tema que ocupa Pávlovitch e muitos outros intelectuais da ex-Iugoslávia, Romênia, Bulgária, Macedônia, Grécia e Albânia, é a continuidade entre os antigos povos dos Balcãs e seus descendentes modernos. No trabalho de Pávlovitch há referências freqüentes ao passado antigo e medieval. Entre poemas históricos de Pávlovitch estão "Odisej nd Kirkinom ostrvu" (Ulisses na Ilha de Circe), "Eleuzijske Seni"("Sombras elísias"), 'Vasilije II Bugaroubica' (Basílio II Bulgaróctono) e "Cosovo". Tais poemas, na realidade, são alegóricos do tempo presente. Embora os poemas históricos assumam grande importância na sua obra, também escreveu poemas com a voz no presente.
Pávlovitch foi duas vezes nomeado para o Prêmio Nobel de Literatura, e recebeu muitos prêmios literários e honrarias na antiga Iugoslávia e no exterior. Seu trabalho tem sido amplamente traduzido. Ele atualmente vive alternadamente em Tuttlingen (Alemanha) e Belgrado.